# Miesiąc prasy zakładowej
Miesiąc prasy zakładowej NSZZ „Solidarność” – ogólnopolska akcja opozycji polegająca na redagowaniu i jawnym rozdawaniu przed zakładami pracy gazet podziemnej NSZZ „Solidarność”. Akcję, która miała miejsce w listopadzie 1987 r. zorganizowali członkowie MRKS skupieni wokół pisma Robotnik (późniejsi założyciele PPS). Akcja przeprowadzana była głównie w Warszawie i we Wrocławiu.
Głównymi uczestnikami byli m.in. Piotr Ikonowicz, Grzegorz Ilka, Cezary Miżejewski, Tomasz Truskawa, Jan Tomasiewicz z Warszawy, Czesław Borowczyk, Małgorzata Ponulak, Jolanta Skiba, Andrzej Kowalski, Józef Pinior z Wrocławia.

## Kalendarium
- 11 listopada, Warszawa – Rozpoczęcie ogólnokrajowej akcji „Miesiąc prasy zakładowej NSZZ Solidarność”. Akcję rozpoczęto od rozdawania przed bazami Miejskiego Przedsiębiorstwa Taksówkowego (na Ochocie i Pradze) pism „Głos Wolnego Taksówkarza” i „Robotnika”. Nikogo nie zatrzymano.

- 12 listopada, Warszawa – przed Zakładami im. Waryńskiego i VIS „Świerczewski” oraz na ulicach Woli w okolicach dużych zakładów pracy kolportowana „Robotnika”, „CDN – Głos Wolnego Robotnika” i „Tygodnik Mazowsze”. Nikogo nie zatrzymano.

- 12 listopada, Wrocław – przed zakładami Chemitex, Polifarb rozdawano „Solidarność Chemików” i „Robotnika”. W trakcie rozdawania „Robotnika” przed Stocznia Rzeczną zatrzymano Piotra Golemę, Roberta Jezierskiego, Marka Krukowskiego oraz 5 cudzoziemców pacyfistów (m.in. członka Parlamentu Europejskiego), którzy otrzymali nakaz natychmiastowego opuszczenia PRL.

- 13 listopada, Wrocław – przed Polarem kolportowano pismo „U nas „ i „Robotnika”. Rozwinięto transparent z napisem domagającym się zarejestrowania KZ NSZZ „S” Polaru. Zostali zatrzymani Przemysław Kopeć, Józef Pinior, Jolanta Skiba.

- 16 listopada, Warszawa – przed Zakładami Radiowymi im. Kasprzaka rozdawano „Robotnika” i „Radiowca”. Nikogo nie zatrzymano.

- 17 listopada, Warszawa – przed bramą główna Huty Warszawa rozdawano „Robotnika”. Sąsiednie pętle tramwajowa i autobusowa zostały oklejone nalepkami „Listopad miesiącem prasy zakładowej”. Nikogo nie zatrzymano.

- 18 listopada, Warszawa – przed ZR im. Kasprzaka rozdawano „Robotnika” i „Radiowca”. Zatrzymano na 48 godz. Grzegorza Ilkę i Cezarego Miżejewskiego.

- 20 listopada, Warszawa – kolportowano „Robotnika” w Instytucie Mechaniku Precyzyjnej, Głównym Zrzeszeniu Spółdzielczości, na terenie Politechniki Warszawskiej i ZWAR. Nikogo nie zatrzymano.

- 20 listopada, Wrocław – przed Zakładami Produkcji Uszczelek Technicznych INKO rozdawano „Jednością Silni”, „Robotnik”, „Z dnia na dzień”. Kolporterzy weszli na teren zakładu. Nikogo nie zatrzymano.

- 24 listopada, Warszawa – Warszawa, przed Fabryką Samochodów Osobowych rozdawano „Robotnika” i „Montera”. Nikogo nie zatrzymano.

- 26 listopada, Wrocław – Wrocław. Przed bramą PaFaWagu rozdawano „Jutrzenkę” i „Robotnika”. Nikogo nie zatrzymano.

- 27 listopada, Wrocław – w trakcie rozdawania pod „Dolmelem” „Robotnika Wrocławskiego” i „Odrodzenia” zostali zatrzymani na 48 godzin Piotr Ikonowicz, Grzegorz Ilka i Cezary Miżejewski.